# Йорк, Филиппа
Филиппа Йорк (англ. Philippa York; до изменения пола в июне 2017 года Роберт Миллар, англ. Robert Millar; род. 13 сентября 1958, Глазго, Великобритания) — британский шоссейный велогонщик, выступавший с 1980 по 1995 год.

## Карьера
Является одним из самых успешных британских велогонщиков. Он стал «горным королём» Тур де Франс 1984 года где финишировал четвёртым в общем зачёте. Этот успех стал первым для британских велогонщиков на Тур де Франсе и был превзойдён спустя более 20 лет, когда Брэдли Уиггинс занял третье место в общем зачёте на Тур де Франс 2009 года. Всего принял участие на Тур де Франс одиннадцать раз, из которых восемь раз добирался до финиша.
В 1987 году занял второе место на Джиро д’Италия, а также лучшим в горной классификации. Это был самый высокий результат для британцев на Джиро д'Италия, пока Крис Фрум не выиграл гонку 2018 году. Он также становился вторым в общем зачёте на Вуэльта Испании в 1985 и 1986 годах. На Вуэльте 1985 года он лидировал в общем зачёте до предпоследнего этапа и лишился лидерства, как принято считать, в результате сговора испаноязычных команд. Позднее одержал победы на Вуэльте Каталонии (1985), Туре Британии (1989) и Критериуме Дофине Либере (1990).
После завершения карьеры перешёл в журналистику, а также провел год в качестве тренера британской команды по велоспорту. Сократил свои публичные выступления в 2000 году после враждебных историй о слухах, связанных с изменением пола. А после Игры Содружества 2002 года вообще оставил общественную жизнь.
В 2010-х частично вернулся к журналистике, написав блог для Cyclingnews, а затем время от времени под именем Роберта Миллара писал для других изданий, включая The Guardian. Оставался непубличной фигурой, пока не приняла решение появиться на телевидении и публично раскрыть свою смену пола в 2017 году. На Тур де Франс 2017 года присоединилась к команде комментаторов ITV4.
Включён в Зал славы шотландского спорта (2003) и Зал славы британского велоспорта (2009)

## Достижения
1976
1-й Чемпионат Шотландии U-19 в групповой гонке
1978
1-й  Чемпионат Великобритании по шоссейному велоспорту среди любителей
1-й Tour of the Peak
1-й Scottish Hill-Climb Championship
2-й Premier Calendar
1979
1-й  Amateur National Road Race Championship
1-й Merlin Plage Trophy
1-й Paris-Evreux
1-й Route de France (Under-23)
1-й GP de la Ville de Lillers
1-й GP de la Boucherie
4-й Чемпионат мира — групповая гонка среди любителей
1980
8-й Тур Романдии
1981
5-й Tour de l'Aude
7-й Тур Романдии
7-й Критериум Дофине Либере
1982
2-й Тур де л’Авенир
7-й Тур Романдии
1983
1-й на 10-м этапеТур де Франс
3-й Критериум Дофине Либере
1984
1-й на 2-м этапе Тур Романдии
2-й Тур дю От-Вар
4-й Тур де Франс
 горная классификация
1-й на 11-м этапе
4-й Midi Libre
1-й на 4-м эатпе
5-й Тур Романдии
6-й Париж — Ницца
1-й на 11-м этапе
6-й Чемпионат мира — групповая гонка среди любителей
7-й Вуэльта Каталонии
1985
1-й  Вуэльта Каталонии
2-й Вуэльта Испании
3-й Гран Пьемонте
4-й Гран-при Валлонии
6-й Париж — Ницца
6-й Критериум Интернациональ
7-й Тур дю От-Вар
9-й Critérium du Dauphiné Libéré
10-й Чемпионат мира — групповая гонка среди любителей
8-й Супер Престиж Перно
1986
2-й Вуэльта Испании
1-й на 6-м этапе
2-й Тур Швейцарии
6-й Вуэльта Арагона
10-й GP d’Isbergues
1987
2-й Джиро д’Италия
 горная классификация
1-й на 21-м этапе
4-й Тур Романдии
5-й Льеж — Бастонь — Льеж
6-й Tour Mediterranean
7-й Неделя Каталонии
1988
2-й Bicicleta Vasca
3-й Критериум Интернациональ
3-й Льеж — Бастонь — Льеж
3-й Рут-дю-Сюд
6-й Вуэльта Испании
8-й Вуэльта Каталонии
9-й Париж — Ницца
1989
1-й  Тур Британии
3-й Тур Романдии
1-й на 4-м этапе
2-й Критериум Дофине Либере
1-й Stage 7
2-й Гран-при Валлонии
3-й Тур Романдии
7-й GP Bessèges
8-й Paris–Camembert
9-й Гран-при де Америк
10-й Тур де Франс
1-й Stage 10
1990
1-й  Критериум Дофине Либере
1-й на 4-м этапе Тур Романдии
2-й Тур Швейцарии
2-й Тур Британии
4-й Гран-при Плуэ
4-й Джиро ди Ломбардия
4-й Вуэльта Андалусии
7-й GP Rennes
9-й Флеш Валонь
1991
2-й Тур Романдии
2-й Classique des Alpes
4-й Критериум Дофине Либере
4-й Тур Британии
5-й Гран-при де Америк
5-й Тур Швейцарии
1-й на 5-м этапе
1992
6-й Giro del Lazio
7-й Гран Пьемонте
9-й Неделя Каталонии
9-й Льеж — Бастонь — Льеж
9-й Тур Британии
1993
6-й Midi Libre
7-й Вуэльта Астурии
9-й Classique des Alpes
1994
6-й Кубок Плаччи
7-й Кубок Сабатини
9-й Tour of Galicia
1995
 Чемпионат Великобритании
9-й Classique des Alpes

## Статистика выступлений

### Гранд-туры
| Гонка           | 1983 | 1984 | 1985 | 1986 | 1987 | 1988 | 1989 | 1990 | 1991 | 1992 | 1993 | 1994 |
| --------------- | ---- | ---- | ---- | ---- | ---- | ---- | ---- | ---- | ---- | ---- | ---- | ---- |
| Вуэльта Испании | —    | —    | 2    | 2    | —    | 6    | —    | —    | —    | 20   | 15   | DNF  |
| Джиро д'Италия  | —    | —    | —    | —    | 2    | —    | —    | —    | —    | —    | —    | —    |
| Тур де Франс    | 14   | 4    | 11   | DNF  | 19   | DNF  | 10   | DNF  | 72   | 18   | 24   | —    |

| —   | Не участвовал  |
| DNF | Не финишировал |